# Iceland
Az Iceland egy mélyhűtött ételek termékvonalára specializálódott brit szupermarkethálózat az Egyesült Királyságban. Tulajdonosa a The Big Food Group. Első üzletét 1970-ben Oswestryben nyitotta meg. 1989-ben felvásárolta legnagyobb versenytársát, a Bejamot. 2004. január 8-án 760 üzlete volt. 2004-2005-ös szlogenjük ez volt: Mert az anyák hősök. A cég tulajdonosai között 22%-kal ott van a Baugúr izlandi (angolul Iceland) cég is.
A cég kínálatában találhatóak előre elkészített, csomagolt, fagyasztott húsok (segítség az anyáknak) és mélyhűtött zöldségek (segítség a nyugdíjasoknak). Az utóbbi években bővítette kínálatát, s most már az élelmiszerek széles választékát kínálja. A cég neve szójáték: az "Iceland" szó angolul Izlandot jelent, de mivel nagyrészt fagyasztott és mélyhűtött termékeket árul, ezért a név szó szerint, "jégföld"-nek vagy "a jég földjének" is fordítható
2005. augusztus 7-én a lánc bejelentésének megfelelően a hónap végéig bezárta mind a hét írországi boltját, s ezzel 160 állást szüntetett meg.

## Eredete
Az Iceland 1970 novemberében indult, Malcolm Walker az első boltot Oswestryben, Shropshire-ben nyitotta meg. Üzlettársával, Peter Hinchliffe-fel együtt 60 fontot fektettek be. Ekkor még mindketten a Woolworthsnál dolgoztak, de mikor főnökük észrevette az új üzletet, kirúgta őket.
1975-re 15-nél is több Iceland üzlet volt Észak-Walesben. Az elő szupermarket jellegű üzletet több évvel később Manchesterben nyitották meg. A cég vezetőségi irodája 1979-ben Deeside-ba költözött. 1984-ben részvényeit bevezették a londoni értéktőzsdére, s ekkor már 81 helyen árusítottak.
2004. január 8-án a cégnek 760 boltja volt a Brit-szigeten és Észak-Írországban.

## Termékkör szélesítése
Mivel a ’90-es évek második felében a cég úgy találta, hogy romlanak a lehetőségei, az Iceland bővítette termékkínálatát. Bevezette a természetes módszerekkel termesztett zöldségek és gyümölcsök árusítását, majd 2000-ben a teljes fagyasztottzöldség-részleget lecserélte a frissek árusítására.
1999-ben a cég beindította az ország első internetes szupermarketét, ahol megkötések nélkül vásárolhattak a fogyasztók. Ezzel egyidőben összes viszonteladói üzletét átnevezte Iceland.co.uk-ra.  A 2000-es évek közepén felhagytak ennek a névnek a használatával.
Az Iceland termékkínálata magában foglalja a tartós fogyasztási cikkeket is, mint például a hűtőszekrény. Ezeket csak a nagyobb boltokban lehet kapni.

## Felvásárlások
Mielőtt a cég megvette volna a nála sokkal nagyobb riválisát, a Bejamot, két közepes méretű is céget felvásárolt. Három hónapos csatát követően elég részvényt tudott ahhoz megvenni, hogy szűk többségben legyen a cégben.
A következő nagyobb akvizícióra 2000-ben került sor, mikor megvásárolta a Bookert. A megállapodás része volt, hogy a Booker vezetője, Stuart Rose vezeti a cég napi ügyeit. Pár hónappal később Rose elhagyta a céget, így a két üzletlánc összeolvasztása nehezebb feladat lett.
Meredeken csökkent a forgalom, s Walkert bírálták, hogy a profitfigyelmeztetések előtt öt héttel részvényeket értékesített a tőzsdén. 2001 januárjában távozott a cég éléről, s vele ment több vezetőségi tag is.
A céget 2002-ben átnevezték The Big Food Groupra. Az eladások tovább estek, s a részvények árai a szokásos nagy bolthálózattal rendelkező vállalatok szintjére csökkent.

## Mostani fejlesztések
Több év múlva a Big Food Groupot megvette az izlandi Baugur. Az üzletre 2005 februárjában került sor. Ismét Malcolm Walker lett a vezérigazgató.
2005-ben a hét boltot Írországban bezárták, s ezzel 160 embernek veszett el az állása.
A cég 2005 karácsonyát megelőzően 5 millió fontot költött reklámozásra, hogy újra profitot tudjon termelni. Ezzel a reklámhadjárattal a brit lakosság 98%-át sikerült elérnie.

## Marketing
A cég többször szlogent változtatott, a 2015-ig használt, két jelentésű szlogen eredetiben így hangzik: That's why mums gone to Iceland. Ennek fordítása magyarul: Ezért mennek az anyák Izlandra, illetve Ezért mennek az anyák az Iceland-be. 2015 óta a szlogen a következő: "The Power of Frozen".
Mikor a cég megvásárolta 1989-ben a riválisát, a Benjant, elkezdték a TV-ben a kampányukat, melynek jelmondata ez volt: Használja a mi Képzelőerőnket!

## Lásd még
- Az Iceland hivatalos weblapja
- * Az Iceland sztori